# Symbat Gharabaghcjan
Symbat Gharabaghcjan (ur. 7 marca 1992) – armeński wioślarz.

## Osiągnięcia
- Mistrzostwa Świata Juniorów – Brive-la-Gaillarde 2009 – jedynka – brak[1][2].
- Mistrzostwa Europy – Brześć 2009 – dwójka podwójna wagi lekkiej – 15. miejsce[1].